# Krematorium (Bergfriedhof Heidelberg)

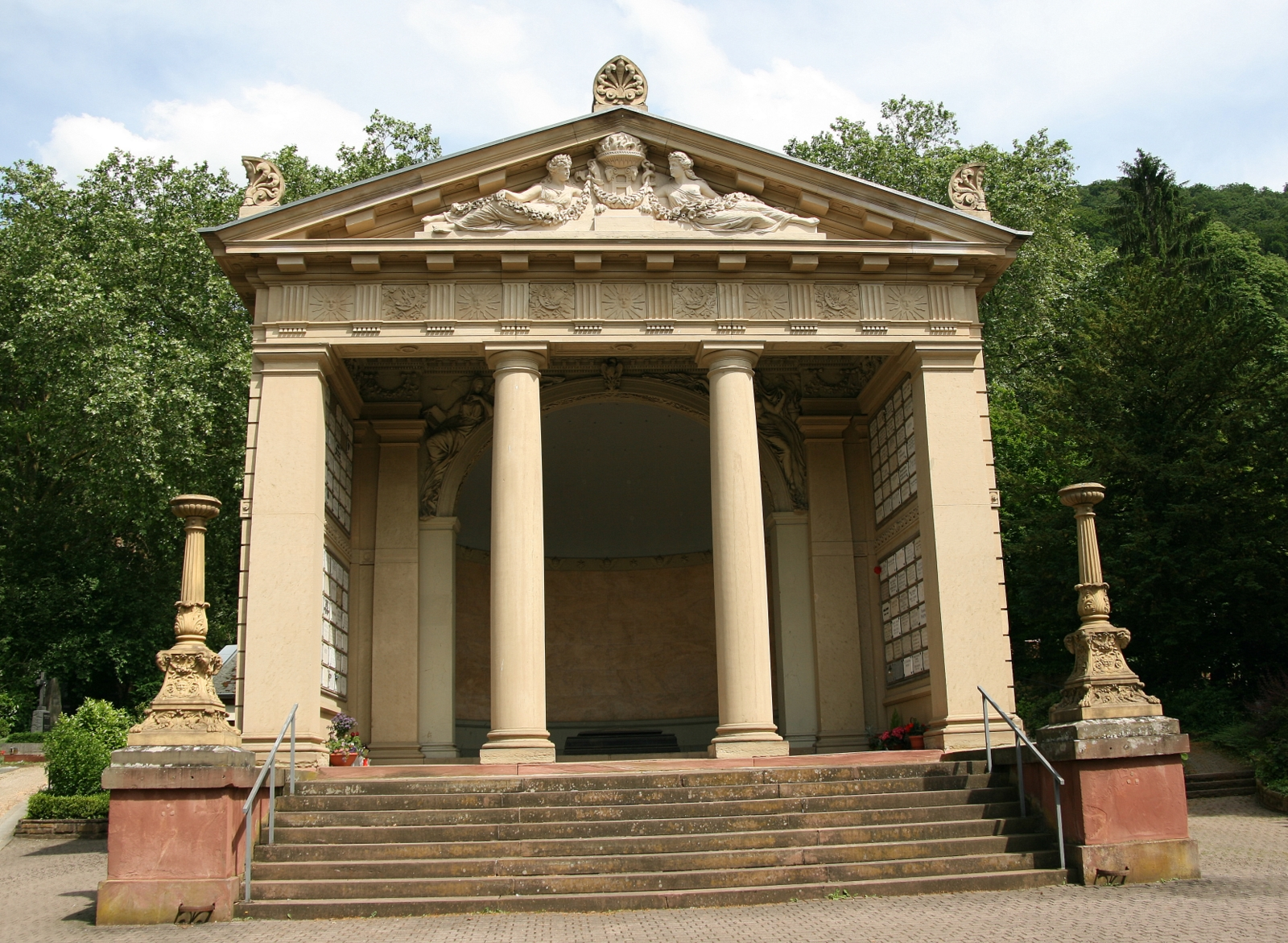
Krematorium in Heidelberg

Nach Gotha 1878 und gleichzeitig mit Hamburg erhielt auch Heidelberg 1891 ein Krematorium auf dem Heidelberger Bergfriedhof.
Es war jedoch von vorneherein nicht nur für die Bedürfnisse Heidelbergs, sondern für ganz Südwestdeutschland geplant.
Die Einrichtung eines Krematoriums war von starken religiös-kirchlichen Bedenken begleitet, so dass bezeichnenderweise hier eine antike Bauform benutzt wurde, zu deren Zeit die Einäscherung üblich war.

## Das Gebäude
Ein Anliegen der Förderer der Feuerbestattungen war, diese kostengünstig anzubieten ohne dabei auf eine angemessene ästhetische Ausstattung und guten technischen Standard zu verzichten. Trotz des finanziell begrenzten Rahmens ist es zusammen mit dem Architekten Philipp Thomas gelungen einen würdevollen Bau zu errichten.
Der aus hellem Keuper-Sandstein errichtete Hauptteil des Gebäudes hat die Form eines antiken Tempels. Sein Giebel wird von den zu Pilastern ausgearbeiteten Enden der Seitenwänden und zwei dorische Säulen getragen. Blickfang der Fassade bildet der plastische Schmuck des Giebels. Der Fabrikant Fritz Landfried jun. stiftete ihn einige Jahre nach Vollendung des Baus.

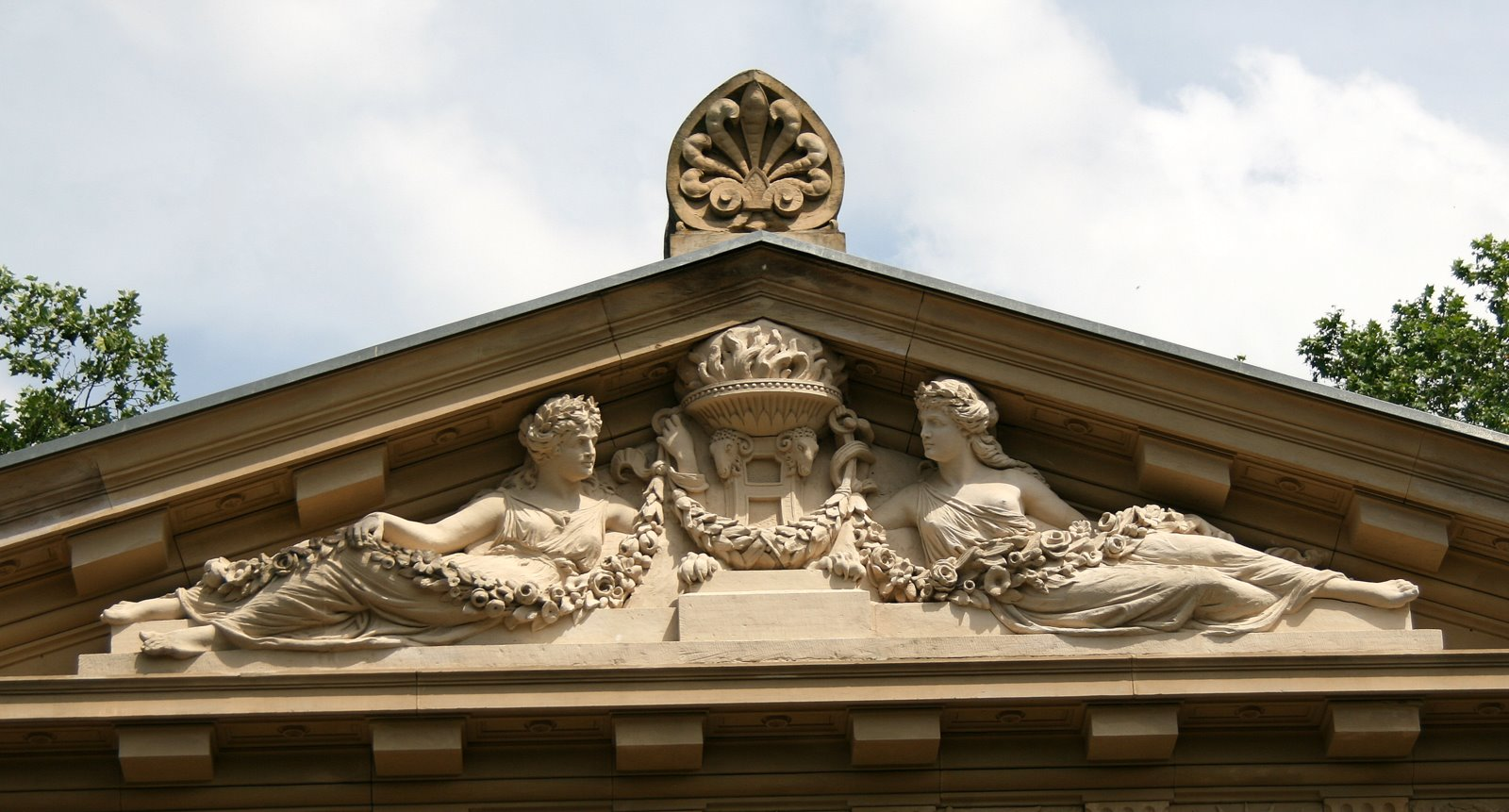
Giebel des Krematoriums

Die Mitte des Giebels bildet die Ewige Flamme, die aus einer mit Widderköpfen verzierten Schale emporsteigt. Zwei Frauengestalten, die die Schale flankieren sind einander zugewandt. Sie tragen antikisierende Gewänder und schwere Blumengebinde. Unter dem Giebel ist ein Metopen- und Triglyphenfries angebracht. Er zeigt abwechselnd eine geflügelte Sanduhr und eine strahlende Sonne als Symbole für den Tod und das Leben bzw. die Auferstehungshoffnung.

## Das Innere

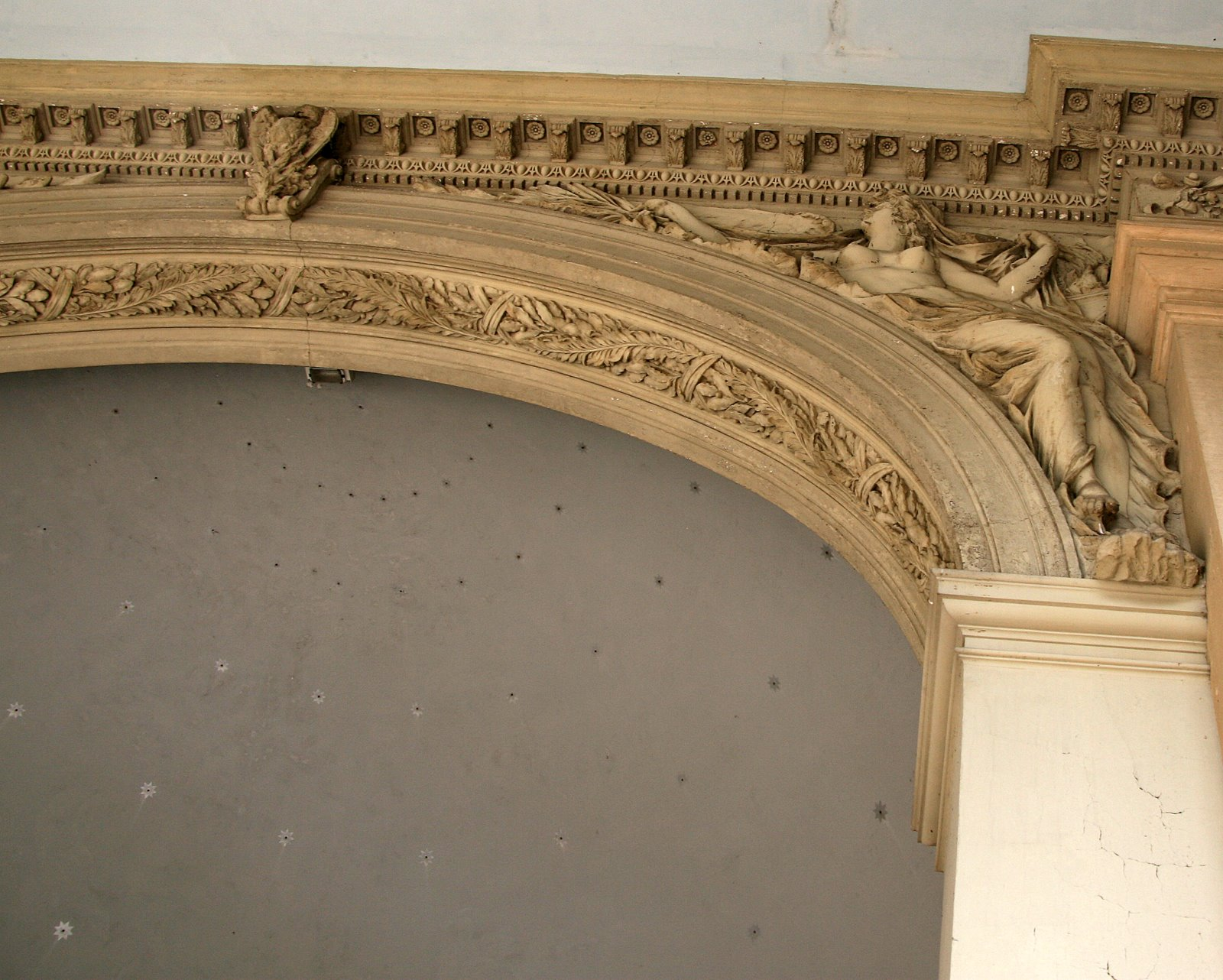
Kuppel der Einsegnungshalle mit Sternenhimmel

Über eine achtstufige Freitreppe betritt man das Gebäude und die kleinen Räumlichkeiten, die aus einer Vorhalle und einem Einsegnungsraum bestehen. Die Seitenwände der Vorhalle sind mit Kolumbarien zur Aufnahme der Aschenurnen versehen. Die 120 Urnennischen sind mit Marmortafeln verschlossen, die Grabinschriften tragen. Im Gebälk entdeckt man einen Fries, an dem eine mit Mohnkapseln verzierte Girlande verläuft, darüber ist ein aus den Flammen aufsteigender Vogel Phönix dargestellt.

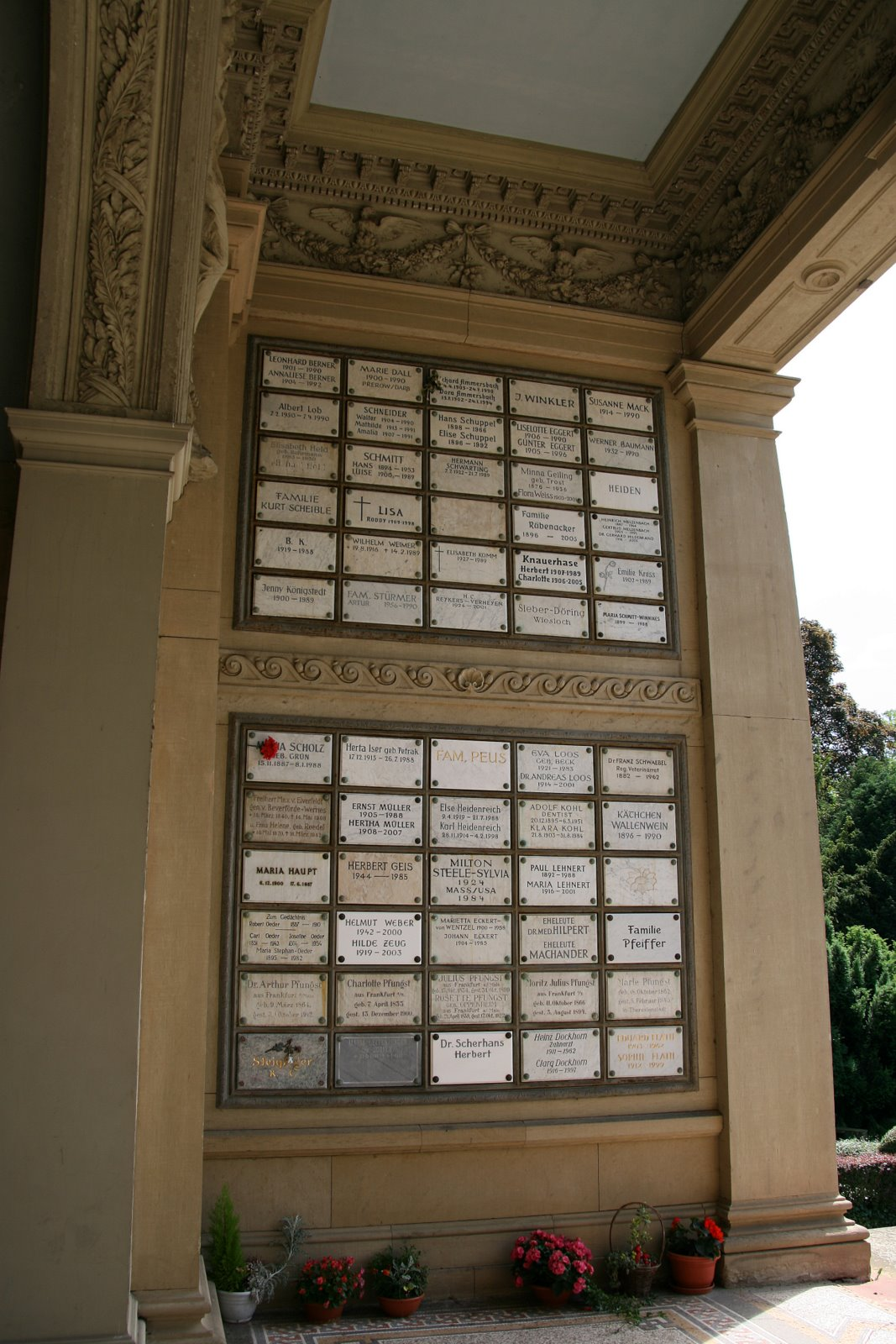
Kolumbarium des Krematoriums

Die Wand zwischen Vorraum und Einsegnungsraum ist durch einen Rundbogen geöffnet. In den Bogen sind zwei weibliche Genien eingefügt, die Klio, die Muse der Geschichtsschreibung, und eine Gestalt, die die Verklärung symbolisieren soll, darstellen.
Der Boden der Vorhalle ist in Terrazzo-Technik ausgeführt und sparsam ornamentiert. Im Zentrum sieht man eine Vanitasdarstellung, die das bekannte Motiv des „Memento Mori“ symbolisiert.
Der Einsegnungsraum bietet nur Platz für einen Geistlichen und einen kleinen Kreis enger Angehöriger. Die Kuppel erhielt eine Bemalung mit einem blaugrundigen Sternenhimmel und am Übergang zwischen Wand und Kuppel wurde ein Engelkopffries angebracht. Die Versenkungsbühne war der feierliche und funktionale Mittelpunkt des Raums.
Bis zum Jahre 1990 wurde die Vorrichtung benutzt; da aber die Anzahl der Feuerbestattungen stark anstieg, wurde ein Erweiterungsbau errichtet, der auch heutigen technischen Voraussetzungen genügt.

An der Nordseite ist die Goethe-Inschrift angebracht: 

„Oh weiser Brauch der Alten, das Vollkommne, Das ernst und langsam die Natur geknüpft, Des Menschenbilds erhabne Würde, gleich Wenn sich der Geist, der wirkende getrennt, Durch reiner Flammen Thätigkeit.“